# Ana Đerek
Ana Đerek (4 de setembro de 1998) é uma ginasta croata que representa o seu país em competições internacionais. Ela participou do Campeonato Mundial de 2015 em Glasgow, e eventualmente se classificou para os Jogos Olímpicos de 2016 por meio do evento-teste, realizado quatro meses antes no Rio de Janeiro .
Nas Olimpíadas de 2016 no Rio de Janeiro, a ginasta atingiu uma nota de 11.433 na trave e de 13.200 nos exercícios de solo, mas no salto ela errou o ritmo e atropelou a mesa de salto, o que resultou em um placar vazio e sua retirada do lista inicial nas barras desiguais . Consequentemente, Đerek não se classificou na fase de qualificação da competição individual geral.
Nos Doha World Cup em 25 de março de 2017, ela pontuou, nos exercícios finais 12.833 nas barras e 12.900 no solo, ganhando medalha de bronze. Na World Cup Series em Baku em 18 de março de 2018, Đerek marcou 13.533 pontos na final do exercício físico para ganhar o ouro.
Em 2019, Đerek se classificou para os Jogos Olímpicos de Verão de 2020 por meio do Campeonato Mundial de Ginástica Artística de 2019, realizado em Stuttgart . Na fase de qualificação realizada em Tóquio em 25 de julho de 2021 (adiada de 2020 por causa da pandemia COVID-19 ), ela atingiu 11.633 na trave e 12.433 no solo.

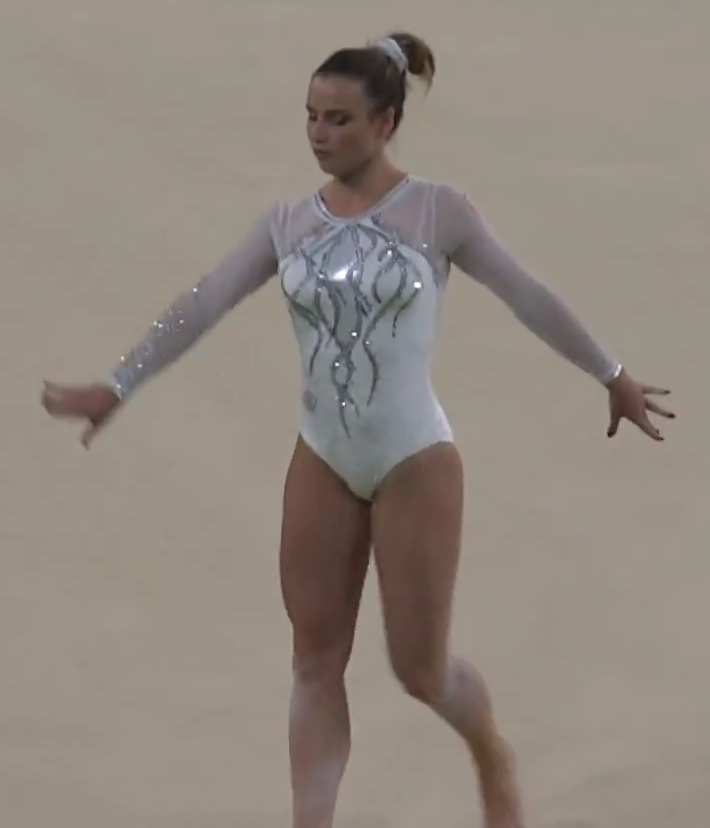
Ana Derek nas Olimíadas do Rio, em 2016.